# 유병헌 (축구 선수)
유병헌(2006년 2월 1일 ~ )은 대한민국의 축구 선수로, 포지션은 센터포워드, 세컨드 스트라이커, 공격형 미드필더이다. 현재 K리그1의 강원 FC에서 활동하고 있다.